# 莫龍 (委內瑞拉)
10°29′3″N 68°12′15″W / 10.48417°N 68.20417°W
莫龍（西班牙語：Morón），是委內瑞拉的城鎮，位於該國北部卡拉波波州，是胡安何塞莫拉市的首府，鄰近加勒比海，該鎮附近設有煉油廠，2001年人口48,000。

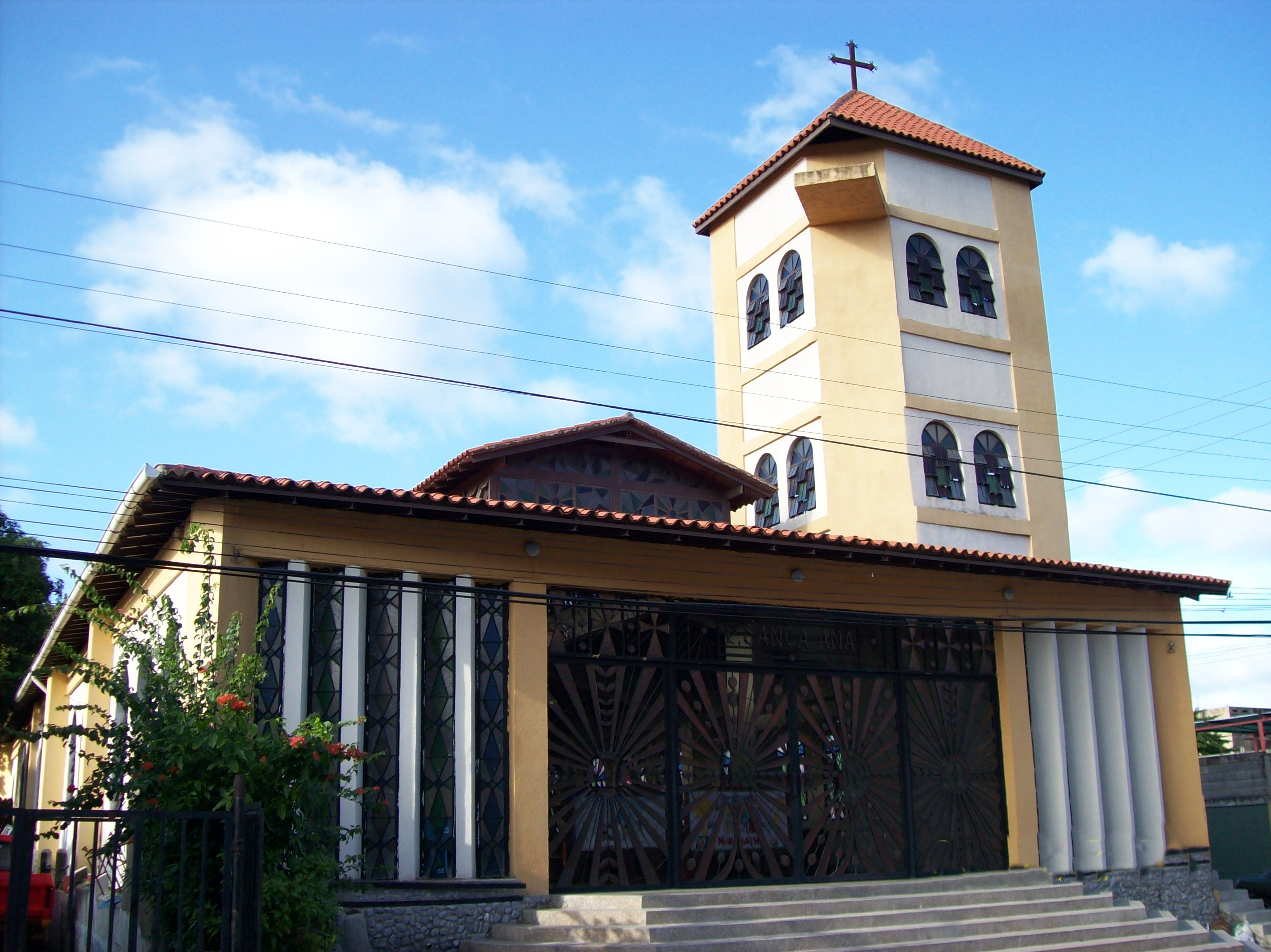